# Empire State of Mind (Part II) Broken Down
Empire State of Mind (Part II) Broken Down è un singolo della cantante statunitense Alicia Keys, pubblicato il 22 febbraio 2010 come secondo estratto dall'album The Element of Freedom.

## Descrizione
Si tratta di una risposta a Empire State of Mind di Jay-Z, in cui Keys cantava il ritornello. Prima della sua pubblicazione ufficiale, il brano era già salito sino alla quarta posizione della Official Singles Chart solo sulla base dei download digitali. Il successo del brano ha quindi spinto l'etichetta discografica a promuovere l'uscita ufficiale del singolo, che è stato reso disponibile il 22 febbraio 2010.

## Video musicale
Benché non sia stato realizzato alcun video del brano, la maggior parte dei canali televisivi musicali hanno utilizzato la performance di Alicia Keys al 4Music Favourites come video della canzone.

## Tracce
1. Empire State of Mind (Part II) Broken Down – 3:36

## Classifiche
| Classifica (2009/2010) | Posizione più alta |
| ---------------------- | ------------------ |
| Austria                | 55                 |
| Canada                 | 40                 |
| Danimarca              | 17                 |
| Germania               | 35                 |
| Irlanda                | 8                  |
| Paesi Bassi            | 6                  |
| Regno Unito            | 4                  |
| Stati Uniti            | 55                 |
| Svezia                 | 54                 |
| Svizzera               | 19                 |